# سنگ‌های روان

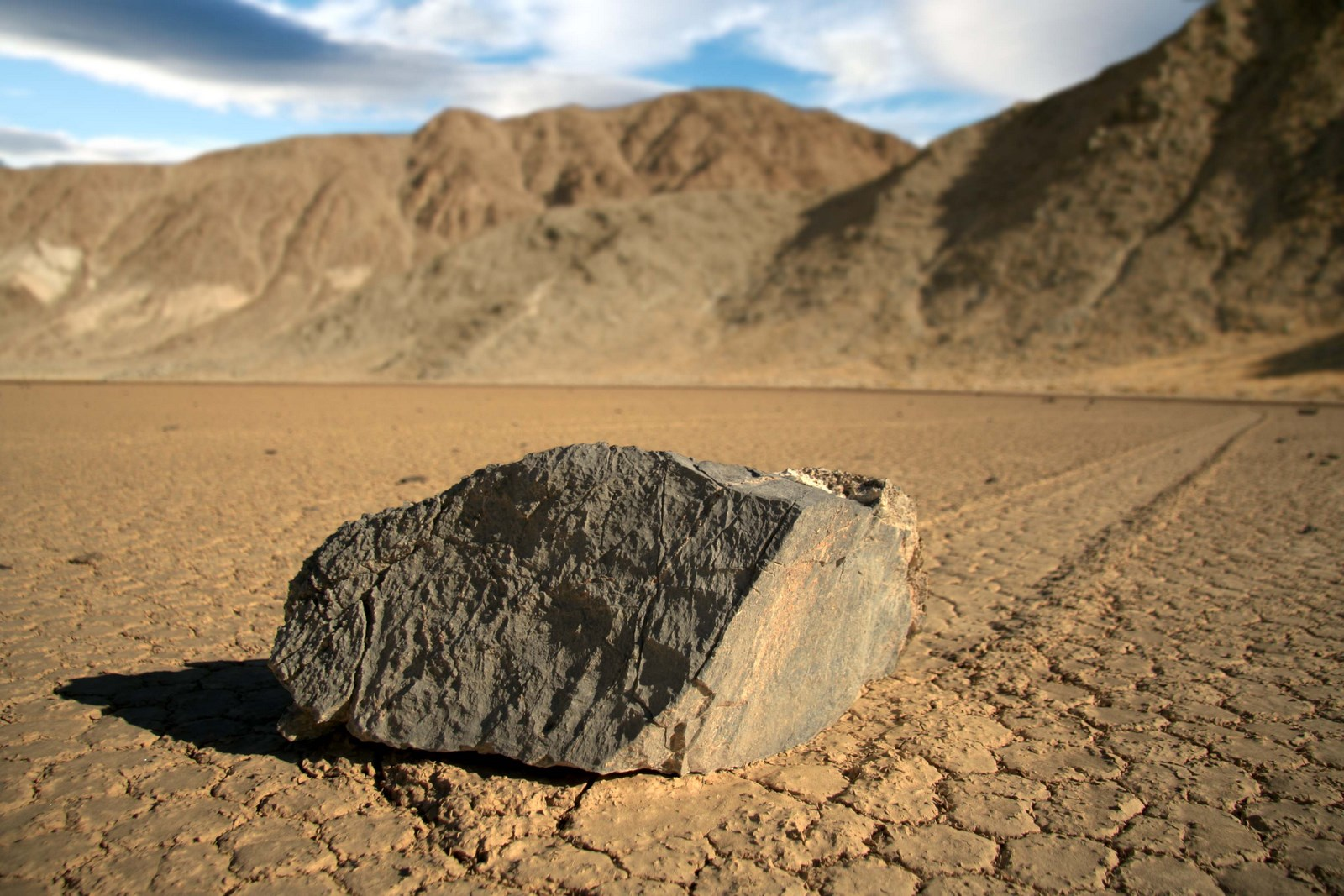
یک سنگ متحرک واقع در دره مرگ و رد ایجاد شده ناشی از حرکت آن.

سنگ‌های روان (به انگلیسی: Sailing stones) به یک پدیده زمین‌شناسی اشاره دارد که در بستر دریاچه خشک ریسترک پلایا واقع در شمال غربی صحرایی معروف به دث ولی یا دره مرگ، که در کالیفرنیای شرقی، نزدیک صحرای نوادا قرار دارد، به وقوع می‌پیوندد و طی آن، سنگ‌ها، بدون دخالت عامل انسانی و حیوانی، مسافت گاه طولانی را به مرور زمان بر روی زمین طی کرده و ردهایی از خود به جای می‌گذارند. سنگ‌های این منطقه هر یک یا دو سال یک بار شروع به حرکت می‌کنند و طی سه تا چهار سال، ردهایی نسبتاً طولانی از خود به جای می‌گذارند که گاه به ده‌ها متر می‌رسند. سنگ‌هایی که دارای کف ناصاف هستند، ردی مستقیم و شیار دار ایجاد می‌کنند و سنگ‌هایی که دارای سطحی صاف می‌باشند، در مسیرهای گوناگون حرکت کرده و ردهایی ناراست از خود باقی می‌گذارند.
منشأ بیشتر این سنگ‌ها دامنهٔ تپه‌ای است واقع در جنوب ریسترک پلایا که از نوعی سنگ به نام دولومیت سیاه تشکیل شده‌است. البته در میان آن‌ها سنگ‌های آذرین هم دیده می‌شود.

## حرکت سنگ‌ها
بر اساس نتیجه یک مطالعه که در اوت ۲۰۱۴ منتشر شد، مقالات خبری گزارش حل شدن پدیدهٔ سنگ‌های روان را با استفاده از GPS و تصویربرداری زمان‌گریز دادند. محققان در ۲۰ دسامبر ۲۰۱۳ گزارش حرکت سنگ‌ها را دادند و بین دسامبر ۲۰۱۳ تا ژانویه ۲۰۱۴ بیش از ۶۰ سنگ جابه‌جا شده و برخی از آن‌ها مسافتی تا ۲۲۴ متر نیز طی نموده بودند.
مشاهدات حکایت از آمیختن چند رویداد نادر دارد. ابتدا باید به مقداری آب در بستر دریاچه وجود داشته باشد که سنگ‌ها به زیر آب فرونروند. در کنار این عامل باید دمای شبانه آنقدر پایین بیاید که ورقه‌هایی یخی شناور تولید شود که ضخامت‌شان در عین استقامت اجازه حرکت آزادانه را بدهد (حدود ۵ میلی‌متر). روز بعد آفتاب باید یخ‌ها را به گونه‌ای ذوب کند که صفحات بزرگ یخی ساخته شود. در چنین شرایطی حتی یک باد با سرعت ۳ تا ۵ متر بر ثانیه نیز می‌تواند سنگ‌هایی را که وزن برخی از آن‌ها بالغ بر ۳۲۰ کیلوگرم است را در طول مسیرشان با سرعت ناچیز ۲ تا ۶ متر بر دقیقه روی گل نرم جابه‌جا کند و رد آن‌ها را روی گل و لای بستر دریاچه برجای بگذارد.